# A magyar labdarúgó-válogatott 2017. augusztus 31-i mérkőzése
A magyar labdarúgó-válogatott 2018-as világbajnoki selejtezőjének  hetedik mérkőzését Lettország ellen, 2017. augusztus 31-én Budapesten, a Groupama Arénában rendezték. Ez volt a magyar labdarúgó-válogatott 918. hivatalos mérkőzése és a két válogatott egymás elleni 7. összecsapása.
A két válogatott első hivatalos mérkőzésére 1995. március 8-án, Budapesten, a Fáy utcai stadionban került sor. A magyar válogatott Hamar István két találatával és Csertői Aurél góljával végül 3–1-re diadalmaskodott. Legutóbb 2016. október 10-én, Rigában, a Skonto stadionban csapott össze a két csapat, szintén a 2018-as vb-selejtező keretében. Akkor is a magyarok nyertek, Gyurcsó Ádám és Szalai Ádám két góljával 2–0-ra. Az eddigi hat találkozón 5 magyar siker és egyetlen lett győzelem született.

## Érdekességek a mérkőzés előtt
- A két válogatott eddigi hat összecsapásából mindössze kettő zajlott le Magyarországon és mind a kettő 3–1-es magyar sikerrel végződött. Az elsőre, ami egy barátságos mérkőzés volt, 1995. március 8-án került sor Fáy utcai stadionban, míg a másikra, amely egy 2004-es Eb-selejtezőmérkőzés volt, 2003. június 7-én a Puskás Ferenc Stadionban.
- Ezen a napon, augusztus 31-én, eddig háromszor játszott a magyar labdarúgó-válogatott és egyszer nem kapott ki és gólt sem kapott
  - 1924 – barátságos labdarúgó válogatott mérkőzés Budapesten, az FTC-pályán, 25 000 néző előtt Magyarország—Lengyelország között, a végeredmény 4–0 lett a magyarok javára. Ez volt a Magyar labdarúgó-válogatott 101. hivatalos mérkőzése.
  - 1972 – labdarúgó válogatott mérkőzés az 1972-es nyári olimpiai játékokon Augsburgban, a Rosenaustadionban, 5 000 néző előtt Dánia—Magyarország között, a végeredmény 2–0 lett a magyarok javára. Ez volt a Magyar labdarúgó-válogatott 474. hivatalos mérkőzése.
  - 1988 – barátságos labdarúgó válogatott mérkőzés Ausztriában, Linzben, a Linzer Stadionban, 15 000 néző előtt Ausztria—Magyarország között, a végeredmény 0–0 lett. Ez volt a Magyar labdarúgó-válogatott 625. hivatalos mérkőzése.

## Helyszín
A találkozót Budapesten rendezik, a Groupama Arénában.

## Keretek
megjegyzés: A táblázatokban szereplő adatok a mérkőzés előtti állapotnak megfelelőek.
Bernd Storck 2017. augusztus 21-én hozta nyilvánosságra a mérkőzés magyar válogatott 26 fős keretét a Magyar Labdarúgó-szövetség hivatalos honlapján. Érdekessége, hogy a szövetségi kapitány a már korábban meghívott 13 légiós mellé ugyanennyi itthon játszó labdarúgóra számít. A keretben egy újonc található az újpesti Nagy Dániel személyében, a Videoton FC középpályása, az ötszörös válogatott Pátkai Máté először kapott meghívót Bernd Storcktól, míg Varga Roland ismét lehetőséget kap a bizonyításra a német szakembertől.
Bernd Storck, a magyar válogatott szövetségi kapitánya nyilatkozata a kerethirdetés után:
Rohamosan közeledik a következő kihívás időpontja, nagyon örülök, hogy hamarosan ismét együtt lesz a csapat, és hogy a korábban sérült játékosok többsége ismét csatlakozni tud hozzánk. Szerencsére külső körülmények nem befolyásolták a keret összeállítását, így az Eb-csapatból jó néhányan ismét velünk lesznek. Ezúttal 26 fős keretünk van, hiszen két mérkőzést is játszunk, a magas létszám pedig lehetőséget ad változtatásokra, ha ez szükséges lesz, és így felkészülhetünk minden helyzetre. Elsődlegesen a Lettország elleni összecsapásra koncentrálunk, kapcsolatban vagyunk a meghívott játékosokkal, vagyis a felkészülés gyakorlatilag már a mai napon elkezdődik, ugyanis nagyon rövid időt tölthetünk el közösen a mérkőzés előtt. A kerettagoknak profi módon kell készülniük a mérkőzésekre, hiszen a nemzetközi meccsek színvonala, elvárásai magasabbak, mint a hazaiaké. Vannak visszatérőink és vannak újoncaink is, akiket igyekszünk integrálni a keretbe, valamint szeretném megismerni őket emberileg és természetesen profi labdarúgóként is.
Kleinheisler László klubcsapata Bajnokok Ligája-selejtezőjén térdsérülést szenvedett, ezért augusztus 24-én kikerült a keretből. A szövetségi kapitány a játékos helyére nem hívott be senkit a válogatottba.
| Magyarország                      | Magyarország        | Magyarország                     | Magyarország | Magyarország | Magyarország     | Magyarország                      |
| Poszt                             | Név                 | Születési idő és életkor         | Vál.         | Gól          | Klub             | Utolsó válogatottság              |
| --------------------------------- | ------------------- | -------------------------------- | ------------ | ------------ | ---------------- | --------------------------------- |
| K                                 | Gulácsi Péter       | 1990. május 6. (27 évesen)       | 10           | 0            | Lipcse           | 2017. 06. 09-én Andorra ellen     |
| K                                 | Megyeri Balázs      | 1990. március 31. (27 évesen)    | 1            | 0            | Greuther Fürth   | 2016. 11. 15-én Svédország ellen  |
| K                                 | Kovácsik Ádám       | 1991. április 4. (26 évesen)     | 0            | 0            | Videoton         | —                                 |
| V                                 | Bese Barnabás       | 1994. május 6. (23 évesen)       | 7            | 0            | Le Havre         | 2017. 06. 09-én Andorra ellen     |
| V                                 | Botka Endre         | 1994. augusztus 25. (23 évesen)  | 1            | 0            | Ferencváros      | 2016. 11. 15-én Svédország ellen  |
| V                                 | Fiola Attila        | 1990. február 17. (27 évesen)    | 19           | 0            | Videoton         | 2016. 11. 15-én Svédország ellen  |
| V                                 | Guzmics Richárd     | 1987. április 16. (30 évesen)    | 22           | 1            | Jenpien Funde    | 2016. 11. 13-án Andorra ellen     |
| V                                 | Kádár Tamás         | 1990. március 14. (27 évesen)    | 38           | 0            | Dinamo Kijev     | 2017. 03. 25-én Portugália ellen  |
| V                                 | Hangya Szilveszter  | 1994. január 2. (23 évesen)      | 1            | 0            | Vasas            | 2016. 11. 15-én Svédország ellen  |
| V                                 | Korhut Mihály       | 1988. december 1. (28 évesen)    | 9            | 0            | Hapóél Beér-Seva | 2017. 03. 25-én Portugália ellen  |
| V                                 | Pintér Ádám         | 1988. június 12. (29 évesen)     | 26           | 0            | Greuther Fürth   | 2017. 03. 25-én Portugália ellen  |
| KP                                | Dzsudzsák Balázs    | 1986. december 23. (30 évesen)   | 89           | 20           | el-Vahda         | 2017. 06. 09-én Andorra ellen     |
| KP                                | Elek Ákos           | 1988. július 21. (29 évesen)     | 42           | 1            | Kajrat Almati    | 2016. 11. 15-én Svédország ellen  |
| KP                                | Gera Zoltán         | 1979. április 22. (38 évesen)    | 97           | 26           | Ferencváros      | 2017. 03. 25-én Portugália ellen  |
| KP                                | Kleinheisler László | 1994. április 8. (23 évesen)     | 13           | 1            | Asztana          | 2017. 06. 09-én Andorra ellen     |
| KP                                | Lovrencsics Gergő   | 1988. szeptember 1. (28 évesen)  | 16           | 1            | Ferencváros      | 2017. 03. 25-én Portugália ellen  |
| KP                                | Márkvárt Dávid      | 1994. szeptember 20. (22 évesen) | 1            | 0            | Puskás Akadémia  | 2017. 06. 05-én Oroszország ellen |
| KP                                | Nagy Ádám           | 1995. június 17. (22 évesen)     | 18           | 0            | Bologna          | 2017. 06. 09-én Andorra ellen     |
| KP                                | Nagy Dániel         | 1991. március 15. (26 évesen)    | 0            | 0            | Újpest           | —                                 |
| KP                                | Pátkai Máté         | 1988. március 6. (29 évesen)     | 5            | 0            | Videoton         | 2014. 06.04-én Albánia ellen      |
| KP                                | Stieber Zoltán      | 1988. október 16. (28 évesen)    | 21           | 3            | D.C. United      | 2017. 06. 09-én Andorra ellen     |
| KP                                | Varga Roland        | 1990. január 23. (27 évesen)     | 4            | 2            | Ferencváros      | 2015. 06. 05-én Litvánia ellen    |
| CS                                | Böde Dániel         | 1986. október 24. (30 évesen)    | 16           | 4            | Ferencváros      | 2016. 11. 15-én Svédország ellen  |
| CS                                | Eppel Márton        | 1991. november 20. (25 évesen)   | 2            | 0            | Budapest Honvéd  | 2017. 06. 09-én Andorra ellen     |
| CS                                | Priskin Tamás       | 1986. szeptember 27. (30 évesen) | 60           | 17           | Ferencváros      | 2016. 11. 15-én Svédország ellen  |
| CS                                | Szalai Ádám         | 1987. december 9. (29 évesen)    | 41           | 13           | Hoffenheim       | 2017. 03. 25-én Portugália ellen  |
| Szövetségi kapitány: Bernd Storck |                     |                                  |              |              |                  |                                   |

A Lett labdarúgó-szövetség augusztus 23-án hozta nyilvánosságra Aleksandrs Starkovs szövetségi kapitány 22 fős keretét, amely a későbbiekben további egy játékossal bővülhet. Oļegs Laizāns és Gļebs Kļuškins sárga lapok miatt Magyarország ellen nem szerepelhetnek.
| Lettország                               | Lettország            | Lettország                       | Lettország | Lettország | Lettország                 | Lettország                       |
| Poszt                                    | Név                   | Születési idő és életkor         | Vál.       | Gól        | Klub                       | Utolsó válogatottság             |
| ---------------------------------------- | --------------------- | -------------------------------- | ---------- | ---------- | -------------------------- | -------------------------------- |
| K                                        | Andris Vaņins         | 1980. április 30. (37 évesen)    | 82         | 0          | FC Zürich                  | 2017. 06. 09-én Portugália ellen |
| K                                        | Pāvels Šteinbors      | 1985. szeptember 21. (31 évesen) | 3          | 0          | Arka Gdynia                | 2017. 06. 12-én Észtország ellen |
| K                                        | Kaspars Ikstens       | 1988. június 5. (29 évesen)      | 0          | 0          | FK Jelgava                 | —                                |
| V                                        | Kaspars Gorkšs        | 1981. november 6. (35 évesen)    | 86         | 5          | Riga FC                    | 2017. 06. 12-én Észtország ellen |
| V                                        | Vitālijs Maksimenko   | 1990. december 8. (26 évesen)    | 31         | 1          | Termalica Nieciecza        | 2017. 06. 12-én Észtország ellen |
| V                                        | Kaspars Dubra         | 1990. december 20. (26 évesen)   | 14         | 1          | Rīgas FS                   | 2016. 06. 01-én Litvánia ellen   |
| V                                        | Gints Freimanis       | 1985. május 9. (32 évesen)       | 8          | 0          | FK Jelgava                 | 2017. 03. 25-én Svájc ellen      |
| V                                        | Roberts Savaļnieks    | 1993. február 4. (24 évesen)     | 4          | 0          | Rīgas FS                   | 2016. 06. 04-én Észtország ellen |
| V                                        | Aleksandrs Solovjovs  | 1988. február 25. (29 évesen)    | 4          | 0          | Rīgas FS                   | 2017. 06. 12-én Észtország ellen |
| V                                        | Ņikita Koļesovs       | 1996. szeptember 25. (20 évesen) | 2          | 0          | FK Ventspils               | 2017. 06. 12-én Észtország ellen |
| KP                                       | Aleksejs Višņakovs    | 1984. február 3. (33 évesen)     | 75         | 9          | Rīgas FS                   | 2017. 03. 28-án Grúzia ellen     |
| KP                                       | Oļegs Laizāns         | 1987. március 28. (30 évesen)    | 42         | 0          | Rīgas FS                   | 2017. 06. 12-én Észtország ellen |
| KP                                       | Igors Tarasovs        | 1988. október 16. (28 évesen)    | 18         | 0          | Śląsk Wrocław              | 2016. 11. 13-án Portugália ellen |
| KP                                       | Gļebs Kļuškins        | 1992. október 1. (24 évesen)     | 8          | 0          | FK Jelgava                 | 2017. 06. 12-én Észtország ellen |
| KP                                       | Dāvis Indrāns         | 1996. június 6. (21 évesen)      | 2          | 0          | FS METTA                   | 2017. 06. 12-én Észtország ellen |
| KP                                       | Jevgeņijs Kazačoks    | 1995. augusztus 12. (22 évesen)  | 2          | 0          | FK Spartaks Jūrmala        | 2017. 06. 12-én Észtország ellen |
| KP                                       | Edgars Vardanjans     | 1993. május 9. (24 évesen)       | 2          | 0          | FK Spartaks Jūrmala        | 2017. 06. 12-én Észtország ellen |
| KP                                       | Eduards Tidenbergs    | 1994. december 18. (22 évesen)   | 0          | 0          | FK Ventspils               | —                                |
| CS                                       | Valērijs Šabala       | 1994. október 12. (22 évesen)    | 34         | 10         | Podbeskidzie Bielsko-Biała | 2017. 06. 12-én Észtország ellen |
| CS                                       | Deniss Rakels         | 1992. augusztus 20. (25 évesen)  | 17         | 0          | Lech Poznań                | 2017. 06. 09-én Portugália ellen |
| CS                                       | Dāvis Ikaunieks       | 1994. január 7. (23 évesen)      | 11         | 2          | Vysočina Jihlava           | 2017. 06. 12-én Észtország ellen |
| CS                                       | Vladislavs Gutkovskis | 1995. április 2. (22 évesen)     | 4          | 0          | Termalica Nieciecza        | 2017. 06. 12-én Észtország ellen |
| Szövetségi kapitány: Aleksandrs Starkovs |                       |                                  |            |            |                            |                                  |

## Örökmérleg a mérkőzés előtt
| Magyarország |          | Lettország |
| ------------ | -------- | ---------- |
| 5            | Győzelem | 1          |
| 13           | Gólok    | 6          |
| 10/12        | Pontok   | 2/12       |
| 83,3%        | %        | 16,7%      |

A táblázatban a győzelemért 2 pontot számoltunk el.

## A selejtezőcsoport állása a mérkőzés előtt
| Hely. | Csapat       | M | Gy | D | V | G+ | G– | Gk  | P  | Továbbjutás                      |
| ----- | ------------ | - | -- | - | - | -- | -- | --- | -- | -------------------------------- |
| 1.    | Svájc        | 6 | 6  | 0 | 0 | 12 | 3  | +9  | 18 | Kijut a 2018-as világbajnokságra |
| 2.    | Portugália   | 6 | 5  | 0 | 1 | 22 | 3  | +19 | 15 | Lehetséges pótselejtező          |
| 3     | Magyarország | 6 | 2  | 1 | 3 | 8  | 7  | +1  | 7  |                                  |
| 4.    | Feröer       | 6 | 1  | 2 | 3 | 2  | 10 | −8  | 5  |                                  |
| 5.    | Andorra      | 6 | 1  | 1 | 4 | 2  | 13 | −11 | 4  |                                  |
| 6.    | Lettország   | 6 | 1  | 0 | 5 | 2  | 12 | −10 | 3  |                                  |

1. ↑  A nyolc legjobb csoportmásodik pótselejtezőt játszik. A kilencedik csoportmásodik kiesik.

## A mérkőzés
| 2017. augusztus 31., csütörtök 20:45 (UTC+3) |

| Magyarország                                                                 | 3 – 1               | Lettország                                                     |
| ---------------------------------------------------------------------------- | ------------------- | -------------------------------------------------------------- |
| Kádár (1–0) 6' Szalai 57' (2–0) 26' Dzsudzsák (3–1) 68' Nagy Á. 59' Bese 71' | (2 – 1) Jegyzőkönyv | 40' (2–1) 57' Freimanis 55' Koļesovs 67' Solovjovs 89' Indrāns |

| Groupama Aréna, Budapest Nézőszám: 20 036 Játékvezető: Jevgen Aranovszkij (ukrán) Asszisztensek: Olekszandr Vojtyuk és Szerhij Bekker |

Nyilatkozatok a mérkőzés után:
Dicséret illeti a játékosokat. Nagy nyomás volt a csapaton és rajtam, de a játékosok igyekeztek bizonyítani. Jól kezdtünk, voltak helyzeteink, aztán rögzített szituációkból sikerült előnybe kerülnünk. Sajnos Korhut hibája után kizökkentettek minket, de a szünetben két-három góllal is vezethettünk volna. Összességében jól játszott a csapat, a játékosok megvalósították, amit elterveztünk. Minden egyes gólt megérdemeltek a játékosok. Fontos volt ez a győzelem a magyar futball, a szurkolók számára, továbbra is így szeretnénk játszani. A portugálok ellen nehéz lesz, ők a favoritok, de erős ellenfél lesz a magyar együttes. Szalai Ádám hasizma sérült meg, további vizsgálatok várnak rá, mielőtt kiderülne, játszhat-e vasárnap.

### Az összeállítások
| Csapatszínek | Csapatszínek | Csapatszínek |
| Csapatszínek |              |              |
| Csapatszínek |              |              |
|              |              |              |
| Magyarország |              |              |

| Csapatszínek | Csapatszínek | Csapatszínek |
| Csapatszínek |              |              |
| Csapatszínek |              |              |
|              |              |              |
| Lettország   |              |              |

## Gólok és figyelmeztetések
A magyar válogatott játékosainak góljai és figyelmeztetései a selejtezősorozatban.
Csak azokat a játékosokat tüntettük fel a táblázatban, akik legalább egy gólt vagy figyelmeztetést kaptak.
A játékosok vezetéknevének abc-sorrendjében.
| Mérkőzés            | Mérkőzés | Mérkőzés | Mérkőzés | Mérkőzés | Mérkőzés | FRO–HUN     | HUN–SUI     | LVA–HUN     | HUN–AND     | POR–HUN     | AND–HUN     | HUN–LVA         | HUN–POR     | SUI–HUN     | HUN–FRO     |
| ------------------- | -------- | -------- | -------- | -------- | -------- | ----------- | ----------- | ----------- | ----------- | ----------- | ----------- | --------------- | ----------- | ----------- | ----------- |
| Figyelmeztetések    | Gól      |          |          |          | KM       | 2016.09.06. | 2016.10.07. | 2016.10.10. | 2016.11.13. | 2017.03.25. | 2017.06.09. | 2017.08.31.     | 2017.09.03. | 2017.10.07. | 2017.10.10. |
| Bese Barnabás       | 0        | 2        | 0        | 0        | 1        |             |             |             |             |             | Sárga lap   | Sárga lap       | X           |             |             |
| Dzsudzsák Balázs    | 1        | 1        | 0        | 0        | 0        |             |             |             |             | Sárga lap   |             | Gól             |             |             |             |
| Fiola Attila        | 0        | 1        | 0        | 0        | 0        | Sárga lap   |             |             |             |             |             |                 |             |             |             |
| Gera Zoltán         | 1        | 1        | 0        | 0        | 0        |             |             |             | Gól         | Sárga lap   |             |                 |             |             |             |
| Gyurcsó Ádám        | 2        | 0        | 0        | 0        | 0        |             |             | Gól         | Gól         |             |             |                 |             |             |             |
| Kádár Tamás         | 1        | 3        | 0        | 0        | 1        | Sárga lap   |             | Sárga lap   | X           | Sárga lap   |             | Gól             |             |             |             |
| Kleinheisler László | 0        | 2        | 0        | 0        | 1        | Sárga lap   |             |             | Sárga lap   | X           |             |                 |             |             |             |
| Korhut Mihály       | 0        | 1        | 0        | 0        | 0        |             |             |             | Sárga lap   |             |             |                 |             |             |             |
| Lang Ádám           | 1        | 0        | 0        | 0        | 0        |             |             |             | Gól         |             |             |                 |             |             |             |
| Nagy Ádám           | 0        | 1        | 0        | 0        | 0        |             |             |             |             |             |             | Sárga lap       |             |             |             |
| Szalai Ádám         | 5        | 1        | 0        | 0        | 0        |             | Gól · Gól   | Gól         | Gól         |             |             | Gól · Sárga lap |             |             |             |
| Összesen            | 11       | 13       | 0        | 0        | 3        |             |             |             |             |             |             |                 |             |             |             |

Jelmagyarázat: Helyszín: O = Otthon; I = Idegenben;
 = szerzett gólok;  = sárga lapos figyelmeztetés;  = egy mérkőzésen 2 sárga lap utáni azonnali kiállítás;  = piros lapos figyelmeztetés, azonnali kiállítás; X = eltiltás; KM = eltiltás miatt kihagyott mérkőzés

## Örökmérleg a mérkőzés után
| Magyarország |          | Lettország |
| ------------ | -------- | ---------- |
| 6            | Győzelem | 1          |
| 16           | Gólok    | 7          |
| 12/14        | Pontok   | 2/14       |
| 85,7%        | %        | 14,3%      |

A táblázatban a győzelemért 2 pontot számoltunk el.

### Összes mérkőzés
Győzelem
      Döntetlen
      Vereség
| No.       | Dátum         | Helyszín                           | Nézőszám | Mérkőzés            | Eredmény                          | Gólszerző(k)                                                | Forrás |
| --------- | ------------- | ---------------------------------- | -------- | ------------------- | --------------------------------- | ----------------------------------------------------------- | ------ |
| 1. (693.) | 1995. 03. 08. | Budapest, Fáy utcai stadion        | 3 000    | barátságos          | Magyarország–Lettország 3–1 (0–0) | Hamar 46' • 53', Csertői 65' ill. Zemļinskis 68' (11-esből) | [ 5 ]  |
| 2. (773.) | 2003. 06. 07. | Budapest, Puskás Ferenc Stadion    | 5 000    | Eb-selejtező (2004) | Magyarország–Lettország 3–1 (0–1) | Szabics 51' • 59', Gera 86' ill. Verpakovskis 38'           | [ 6 ]  |
| 3. (776.) | 2003. 09. 10. | Riga, Skonto stadion               | 6 000    | Eb-selejtező (2004) | Lettország–Magyarország 3–1 (2–0) | Lisztes 52' ill. Verpakovskis 38' • 51', Bleidelis 38'      | [ 7 ]  |
| 4. (780.) | 2004. 02. 19. | Limassol, Tsirion Athlítiko Kentro | 200      | barátságos          | Magyarország–Lettország 2–1 (0–0) | Tököli 82', Kenesei 85' ill. Stepanovs 64'                  | [ 8 ]  |
| 5. (816.) | 2007. 02. 07. | Limassol, Tsirion Athlítiko Kentro | 120      | barátságos          | Magyarország–Lettország 2–0 (1–0) | Priskin 32' • 52'                                           | [ 9 ]  |
| 6. (912.) | 2016. 10. 10. | Riga, Skonto stadion               | 4 715    | vb-selejtező (2018) | Lettország–Magyarország 0–2 (0–1) | Gyurcsó 10', Szalai 77'                                     | [ 10 ] |
| 7. (918.) | 2017. 08. 31. | Budapest, Groupama Aréna           | 20 000   | vb-selejtező (2018) | Magyarország–Lettország 3–1 (2–1) | Kádár 6', Szalai 26', Dzsudzsák 68', ill. Freimanis 40'     | [ 11 ] |

## A selejtezőcsoport állása a mérkőzés után
További mérkőzések a fordulóban
| 2017. augusztus 31. | Svájc      | 3–0 | Andorra |
| 2017. augusztus 31. | Portugália | 5–1 | Feröer  |

| Hely. | Csapat       | M | Gy | D | V | G+ | G– | Gk  | P  | Továbbjutás                      |
| ----- | ------------ | - | -- | - | - | -- | -- | --- | -- | -------------------------------- |
| 1.    | Svájc        | 7 | 7  | 0 | 0 | 15 | 3  | +12 | 21 | Kijut a 2018-as világbajnokságra |
| 2.    | Portugália   | 7 | 6  | 0 | 1 | 27 | 4  | +23 | 18 | Lehetséges pótselejtező          |
| 3.    | Magyarország | 7 | 3  | 1 | 3 | 11 | 8  | +3  | 10 |                                  |
| 4.    | Feröer       | 7 | 1  | 2 | 4 | 3  | 15 | −12 | 5  |                                  |
| 5.    | Andorra      | 7 | 1  | 1 | 5 | 2  | 16 | −14 | 4  |                                  |
| 6.    | Lettország   | 7 | 1  | 0 | 6 | 3  | 15 | −12 | 3  |                                  |

1. ↑  A nyolc legjobb csoportmásodik pótselejtezőt játszik. A kilencedik csoportmásodik kiesik.